# John Blackwood (Fußballspieler, 1935)
John Syme Duncan Blackwood (* 25. Januar 1935 in Cronberry, Cumnock) ist ein ehemaliger schottischer Fußballspieler.

## Karriere
Blackwood kam im Oktober 1958 auf Empfehlung von Scout Peter Devlin vom schottischen Amateurklub Girvan Juniors zu Accrington Stanley in die Football League Third Division. Nach dem Verkauf des etatmäßigen linken Halbstürmers Wattie Dick (der gemeinsam mit Ray Byrom zu Bradford Park Avenue wechselte) kam Blackwood am Boxing Day 1958 gegen Halifax Town zu seinem Debüt. Am Ende der Saison wurde er reamateurisiert, bestritt allerdings sein letztes Spiel für Accrington im Oktober 1959, als er bei einer 3:4-Niederlage gegen Norwich City einen Treffer erzielte. Im November 1959 unterzeichnete er ebenso wie Mannschaftskollege David Toward, ein weiterer Amateurspieler von Accrington, einen Profivertrag beim Ligakonkurrenten York City, kam dort aber bis zu seinem Abgang bereits einen Monat später zu keinem Pflichtspieleinsatz.